# Остатки дома игумена (Елецкая гора)
Остатки дома игумена  — памятник архитектуры местного значения в Чернигове.

## История
Распоряжением Черниговской областной государственной администрации от 13.02.1998 № 69 присвоен статус памятник архитектуры местного значения с охранным № 80/10-Чг под названием Остатки дома игумена.

## Описание
Входит в комплекс сооружений Елецкого Успенского монастыря — участок историко-архитектурного заповедника Чернигов древний, расположенный на Елецкой Горе — улица Князя Чёрного, 1.
Планируется исследование фундамента здания, проведение поисковых работ, подготовка проектной документации для возобновления памятника. 